# ربنس
وربنس (به انگلیسی: Wrabness) یک روستا و محله مدنی در بریتانیا است که در تندرینگ واقع شده‌است. وربنس ۴۰۱ نفر جمعیت دارد.